# DA.YO.NE
「DA.YO.NE」（ダ・ヨ・ネ）は、EAST END×YURIの1枚目のシングル。1994年8月21日に発売された。
本項では、「DA.YO.NE」のヒットを受けて発売されたローカルバージョンについても記述する。

## 背景
デビューアルバム『denim-ed soul』からのシングルカット。アルバムはインディーズレーベルからのリリースであるため、本作がメジャーデビュー作となる。
「DA.YO.NE」で翌1995年12月31日の『第46回NHK紅白歌合戦』に出場。紅白で披露したヴァージョンは2番の歌詞が原曲と全く異なり、最後はYURIがGAKUに「受信料払ったほうがいいよ」と語る内容になっている。
本作は、小沢健二とスチャダラパーによる「今夜はブギー・バック」と並んで日本の一般人にラップの存在を広く知らしめた。

## 制作
表題曲「DA.YO.NE」は、ジョージ・ベンソンの「Turn Your Love Around」を無断でサンプリングしたものだったが、当時来日していた作曲者のビル・チャンプリンが偶然これを耳にしてレコード会社に異議を申し立て、後日、使用料の支払いをチャンプリンにすることで和解が成立した。

## 記録
発売当初、さほど注目されなかったが、北海道ではFM NORTH WAVEが「DA.YO.NE」をヘヴィー・ローテーションの対象としたことで早くから話題になり、当時『ベストテンほっかいどう』（HBCラジオ）などの北海道のローカルチャート番組ではMEN'S 5の「“ヘーコキ”ましたね」と激しいトップ争いを演じた。この動きが後に他の地方へも波及、翌1995年に入ると全国的にCDの売上が急上昇、最終的にオリコンの週間シングルチャートで最高7位まで上昇した。
この曲は、日本人制作によるヒップホップ作品で初となるミリオンセラーを記録した。

## 収録曲
1. DA.YO.NE (4:39)
  - 作詞：GAKU, Mummy-D／作曲：YOGGY
2. 素直に (5:57)
  - 作詞：GAKU／作曲：ROCK-Tee
3. 素直に (version for boys) (5:57)

## 参加ミュージシャン
DA.YO.NE
- Brother Korn - rap
- Funky Grammar Unit （RHYMESTER & MELLOW YELLOW） - rap

素直に
- 竹野昌邦 - soprano sax

## 「DA.YO.NE」のローカル版
「DA.YO.NE」のヒットを受け、日本国内主要都市の方言バージョンがオリジナルの発売翌年の1995年に多数リリースされた。このうち、大阪弁バージョンのみが1995年2月22日に発売され、それ以外の5バージョンは約2か月遅れの同年4月21日に同時発売された。この企画の参加メンバーは、基本的にその地方の方言の母語話者が採用されていた。「DA.YO.NE」，「今夜はブギー・バック」などの数少ないヒット曲以外にヒップホップが一般的に広く聴かれていたとは言い難い時代に先駆け的に方言ラップを大規模展開した。
また、各地方の主要都市にはソニー・ミュージックエンタテインメントの営業所があり、その営業所の社員などがコーラスに参加していた。

### SO.YA.NA
「SO.YA.NA」（そやな）は、WEST END x YUKI from O.P.D.のシングルで、「DA.YO.NE」の大阪弁ヴァージョンである。

#### 背景
アルバム『SO.YA.NA グレーテストヒッツ』がリリースされ（曲目はすべて「SO.YA.NA」のバージョン違い）、同年の11月にはアルバムからのシングルカットされた「フォークがSO.YA.NA」もリリースされた。フジテレビ系『Mars TV』のエンディングテーマとしてタイアップされた。

#### ディスクジャケット
ジャケット全体のデザインやレイアウトは「DA.YO.NE」と同じで、写真も「DA.YO.NE」ジャケットのGAKU、YURIなどメンバーの顔部分に今田、東野、武内の顔写真を貼り付けただけである。

#### 記録
この曲はオリコン年間シングルチャート59位と「DA.YO.NE」に次ぐ売上を記録し、オリコンウィークリーチャートにおいては最高位で6位と「DA.YO.NE」の7位を上回った。

#### 収録曲
1. SO.YA.NA
  - 作詞：今田耕司, 東野幸治, 伊藤洋介／作曲：石嶋和雄, YOGGY
2. SO.YA.NA (backing track)

#### 参加ミュージシャン
WEST END
- 今田耕司
- 東野幸治

YUKI
- 武内由紀子

### DA.BE.SA
「DA.BE.SA」（だべさ）は、 NORTH END x AYUMI from SAPPOROのシングルで、「DA.YO.NE」の北海道弁ヴァージョンである。

#### 背景
鈴井貴之とBro.TOMが作詞し、鈴井の他、彼の主宰劇団『OOPARTS』に所属していた伝野隆介と、鈴井の妻であった伊藤亜由美によって歌われたもの。
2006年に行われたイベント『CUE DREAM JAM-BOREE 2006 再会』にて、オクラホマをはじめとしたCREATIVE OFFICE CUE所属の若手タレントがこの曲をカバーし、その時の冒頭でNORTH ENDが発売当時収録したこの曲の映像が流された。

#### 音楽性
歌詞には、酪農や『北の国から』など、北海道に関するネタが多い。

#### 収録曲
1. DA.BE.SA
  - 作詞：Bro.TOM, 鈴井貴之／作曲：石嶋和雄, YOGGY
2. DA.BE.SA (backing track)

#### 参加ミュージシャン
NORTH END
- 鈴井貴之
- 伝野隆介

AYUMI
- 伊藤亜由美

### DA.CHA.NE
「DA.CHA.NE」（だっちゃね）は、NORTH EAST x MAI from SENDAIのシングルで、「DA.YO.NE」の東北弁ヴァージョンである。

#### 音楽性
岩手県で企画されたものであるが、2人とも宮城県出身であることから仙台弁が採用されている。また、ほかに青森県出身の男性が参加していたことから津軽弁も織り込まれている。

#### 収録曲
1. DA.CHA.NE
  - 作詞：大山猫兵, 対馬孝之, 風晴浩治／作曲：石嶋和雄, YOGGY
2. DA.CHA.NE (backing track)

#### 参加ミュージシャン
NORTH EAST
- 横山義則

MAI
- 熊谷麻衣子

横山、熊谷ともに当時は岩手めんこいテレビのアナウンサーで、同局のローカル番組『土曜は見っと!』のMCを務めていた。

### DA.GA.NE
「DA.GA.NE」（だがね）は、CHUBU END x SATOMI from NAGOYAのシングルで、「DA.YO.NE」の名古屋弁ヴァージョンである。

#### 背景
原田さとみ, 鉄崎幹人, 戸井康成の3人は、当時東海3県で人気を誇っていた『ミックスパイください』の出演者同士という間柄である。

#### 収録曲
1. DA.GA.NE
  - 作詞：山内志な子, 原田さとみ, 鉄崎幹人, 戸井康成／作曲：石嶋和雄, YOGGY
2. DA.GA.NE (backing track)

#### 参加ミュージシャン
CHUBU END
- 鉄崎幹人
- 戸井康成

SATOMI
- 原田さとみ

### HO.JA.NE
「HO.JA.NE」（ほじゃね）は、OYSTER END x YŪKA from HIROSHIMAのシングルで、「DA.YO.NE」の広島弁ヴァージョンである。

#### 収録曲
1. HO.JA.NE
  - 作詞：一文字弥太郎, ボンバー石井／作曲：YOGGY
2. HO.JA.NE (backing track)

#### 参加ミュージシャン
OYSTER END
- 中村道生-クラブDJ[3]

YŪKA
- 『びしびしばしばしらんらんラジオ』（当時）の学生スタッフ。

### SO.TA.I
「SO.TA.I」（そうたい）は、SOUTH END x YUKA from FUKUOKAのシングルで、「DA.YO.NE」の博多弁ヴァージョンである。

#### 収録曲
1. SO.TA.I
  - 作詞：岡部はち郎／作曲：YOGGY
2. SO.TA.I (backing track)

#### 参加ミュージシャン
SOUTH END
- 鶴屋華丸
- おたこぷー

YUKA
- 板谷由夏

## その他
- 上記の6作品のほかに、アルバム『SPECIAL TRIBUTE TO DA.YO.NE』収録曲として中国語（北京官話）バージョンとインドネシア語バージョンも作られている。
  - NA.HAO.BA (Mandarin version) - FAX
  - IYA-YEAH (Indonesian version) - SUZY x THE IND' BOYS

- その他の日本国内の方言バージョンも番組企画などを通じて作られたが、これらは『SPECIAL TRIBUTE TO DA.YO.NE』には収録されていない。
  - 富山テレビの番組企画で、富山弁バージョンに当たる「SO.YA.CHA」（そやちゃ）が制作された。歌唱メンバーの募集は富山テレビのほか、FMとやまや開進堂楽器[4]でも行われた。
  - 四元都華咲が鹿児島弁バージョンの「JA.DO.NE」（じゃっどね）を歌ったことがある。
- 長らく休止していたEAST ENDが再集結し新たにリリースしたアルバムには『DAYONE』（読みはデイワン）という楽曲が収録されている。ただし『DA.YO.NE』の要素がない全く別の作品となっているが、細かい箇所としては歌詞に『〜そうDAYONE』と使用されてる。
- 『DA.YO.NE』は2024年10月からフジテレビ系列で始まった『ザ・共通テン!』のテーマ曲に使用。

## カヴァー
- KOMOREBI×MyM（2024年11月20日発売）